# Thury-Harcourt
Thury-Harcourt é uma ex-comuna francesa na região administrativa da Normandia, no departamento de Calvados. Estendeu-se por uma área de 4,9 km². Em 2010 a comuna tinha 3 708 habitantes (densidade: 756,7 hab./km²).
Em 1 de janeiro de 2016 foi fundida com as comunas de Caumont-sur-Orne, Curcy-sur-Orne, Hamars e Saint-Martin-de-Sallen para a criação da nova comuna de Le Hom.